# Bianco Luno (forlag)
 For alternative betydninger, se Bianco Luno (flertydig). (Se også artikler, som begynder med Bianco Luno)
Forlaget Bianco Luno - ikke at forveksle med trykkeriet Bianco Luno - er et dansk bogforlag etableret i 2003 af journalisten og forfatteren Poul Pilgaard Johnsen med henblik på udgivelse af både fag- og skønlitteratur. Første bog udkom i 2007. Forlaget har udgivet bøger af bl.a. Kathrine Lilleør, Martin Krasnik, Jurij Moskvitin, Anna Libak, Bente Klarlund Pedersen, Ilja Bergh og den amerikanske forfatter Wallace Stegner. Forlagets direktør og ejer er Poul Pilgaard Johnsen (2016).
|  | Denne artikel kan blive bedre, hvis der indsættes geografiske koordinater Denne artikel omhandler et emne, som har en geografisk lokation. Du kan hjælpe ved at indsætte koordinater i wikidata. |